# Max Lohest
Maximin Marie Joseph Lohest (Liège, Bélgica, 8 de setembro de 1857 — Liège, 6 de dezembro de 1926), mais conhecido como Max Lohest, foi um geólogo e engenheiro de minas famoso por ter sido um dos descobridores, em 1887, dos restos do esqueleto humano da Caverna de Spy, conhecido como Homem de Spy.

## Biografia
Trabalhou no Instituto Arqueológico de Liège durante mais de um quarto de século.
Em 1886, juntamente com Marcel de Puydt, descobriu três corpos humanos fossilizados na Gruta de Spy. Os restos foram descritos pelo próprio Lohest e por Julien Fraipont no ano seguinte, 1887. Anos mais tarde foram catalogados como Homo neanderthalensis, tal como outros restos que tinham sido descobertos anteriormente na Europa (Engis, 1829; Gibraltar, 1848 e Neanderthal, 1856).